# Parshall (Dakota del Norte)
Parshall es una ciudad ubicada en el condado de Mountrail en el estado estadounidense de Dakota del Norte. En el censo de 2010 tenía una población de 903 habitantes y una densidad poblacional de 632,76 personas por km².

## Geografía
Parshall se encuentra ubicada en las coordenadas 47°57′20″N 102°8′3″O / 47.95556, -102.13417. Según la Oficina del Censo de los Estados Unidos, Parshall tiene una superficie total de 1.43 km², de la cual 1.43 km² corresponden a tierra firme y (0%) 0 km² es agua.

## Demografía
Según el censo de 2010, había 903 personas residiendo en Parshall. La densidad de población era de 632,76 hab./km². De los 903 habitantes, Parshall estaba compuesto por el 30.56% blancos, el 0.33% eran afroamericanos, el 62.68% eran amerindios, el 0% eran asiáticos, el 0% eran isleños del Pacífico, el 0.66% eran de otras razas y el 5.76% pertenecían a dos o más razas. Del total de la población el 6.53% eran hispanos o latinos de cualquier raza.